# Иванов, Хараламбие
Хараламбие Иванов (рум. Haralambie Ivanov; 23 февраля 1941, Кришан — 22 августа 2004, там же) — румынский гребец-байдарочник, выступал за сборную Румынии на всём протяжении 1960-х годов. Серебряный призёр летних Олимпийских игр в Мехико, трёхкратный чемпион мира, победитель многих регат национального и международного значения.

## Биография
Хараламбие Иванов родился 23 февраля 1941 года в коммуне Кришан, жудец Тулча.
Первого серьёзного успеха на взрослом международном уровне добился в 1963 году, когда попал в основной состав румынской национальной сборной и побывал на мировом первенстве в югославском Яйце, где четырежды поднимался на пьедестал почёта: завоевал золото в эстафете 4 × 500 м, в зачёте двоек на пятистах и тысяче метрах, а также в четвёрках на километровой дистанции. Благодаря череде удачных выступлений удостоился права защищать честь страны на летних Олимпийских играх 1964 года в Токио — вместе с напарником Василе Никоарэ стартовал в программе двухместных экипажей на дистанции 1000 метров, пробился в финальную стадию турнира и был близок к призовым позициям, показав в решающем заезде четвёртый результат.
В 1966 году Иванов съездил на чемпионат мира в Восточный Берлин, откуда привёз награду бронзового достоинства, выигранную в эстафете 4 × 500 м. Будучи одним из лидеров гребной команды Румынии, благополучно прошёл квалификацию на Олимпийские игры 1968 года в Мехико — в составе четырёхместного экипажа, куда также вошли гребцы Михай Цуркаш, Антон Каленик и Димитрие Иванов, завоевал на дистанции 1000 метров серебряную медаль — в решающем заезде их обошёл лишь экипаж из Норвегии. Вскоре по окончании этих соревнований принял решение завершить карьеру профессионального спортсмена, уступив место в сборной молодым румынским гребцам.
Умер 22 августа 2004 года в родной коммуне Кришан.